# Saraiella crypta
Saraiella crypta är en tvåvingeart som först beskrevs av Vaillant 1955.  Saraiella crypta ingår i släktet Saraiella och familjen fjärilsmyggor. Inga underarter finns listade i Catalogue of Life.